# Педуріш
Педуріш (рум. Păduriș) — село у повіті Селаж в Румунії. Входить до складу комуни Хіда.
Село розташоване на відстані 361 км на північний захід від Бухареста, 29 км на схід від Залеу, 38 км на північ від Клуж-Напоки.

## Населення
За даними перепису населення 2002 року у селі проживали 65 осіб, усі — румуни. Усі жителі села рідною мовою назвали румунську.